# Герб Андрушівки
Герб Андрушівки — офіційний символ міста Андрушівка Житомирської області. Затверджений сесією міської ради 2 вересня 2003 р.
Автор — А. Гречило. Історичних гербів немає.

## Опис
У червоному полі золотий андріївський хрест, вгорі — квітка ромашки зі срібними пелюстками та золотим осердям, обабіч — по срібній пірамідці цукру в золотій обгортці, внизу — срібна чаша, з якої виходить синє полум'я зі золотим обрамуванням.
Щит покладено на золотий декоративний картуш і увінчано срібною міською короною.

## Зміст
Андріївський хрест є номінальним символом і вказує, що назва міста пов'язана з іменем Андрій чи його похідними. Колористика хреста й поля щита підкреслює знаходження Андрушівки у складі Житомирської області. Квітка ромашки відображає багатство навколишньої природи. Грудки цукру в давніх опакуваннях підкреслюють основну промислову галузь, що сприяла розвитку поселення. Срібна чаша із синьо-золотим полум'ям («вогняна вода») означає ще одну важливу галузь — виробництво спирту.